# Conde de Vinhais
Conde de Vinhais é um título nobiliárquico criado por D. Maria II de Portugal, por Decreto de 20 de Janeiro de 1847, em favor de Simão da Costa Pessoa Pinto Cardoso, antes 1.° Barão de Vinhais e 1.° Visconde de Vinhais.
Titulares
1. Simão da Costa Pessoa Pinto Cardoso, 1.° Barão, 1.° Visconde e 1.° Conde de Vinhais;
2. Manuel da Costa Pessoa Pinto Cardoso, 2.° Barão, 2.° Visconde e 2.° Conde de Vinhais;
3. Simão da Costa Pessoa Pinto Cardoso, 3.° Conde de Vinhais.

Após a Implantação da República Portuguesa, e com o fim do sistema nobiliárquico, usaram o título: 
1. José Owen de Barros da Costa Pessoa, 4.º Conde de Vinhais;
2. Francisco Emídio da Silva da Costa Pessoa, 5.º Conde de Vinhais;
3. João Emídio da Silva da Costa Pessoa, 6.º Conde de Vinhais.